# Élections européennes de 1994 en Irlande
Les élections européennes se sont déroulées en juin 1994 pour désigner les 15 députés européens Irlandais du Parlement européen.  Les élections ont été organisées selon le système du scrutin à vote unique transférable avec vote préférentiel. Pour l'Irlande du Nord, voir la section britannique correspondante.

## Résultats
| Parti | Parti                    | Chef du parti      | Voix de première préférence | %    | ± %  | Sièges | ±  |
| ----- | ------------------------ | ------------------ | --------------------------- | ---- | ---- | ------ | -- |
|       | Fianna Fáil              | Albert Reynolds    | 398 066                     | 35,0 | +3,5 | 7      | +1 |
|       | Fine Gael                | John Bruton        | 276 095                     | 24.3 | +2.7 | 4      | 0  |
|       | Parti vert               |                    | 90 046                      | 7.9  | +4.2 | 2      | +2 |
|       | Sinn Féin                | Gerry Adams        | 33 823                      | 3.0  | +0.8 | 0      | 0  |
|       | Parti travailliste       | Dick Spring        | 124 972                     | 11   | +1.5 | 1      | 0  |
|       | Démocrates progressistes | Mary Harney        | 73 696                      | 6.5  | -5.5 | 0      | -1 |
|       | Gauche démocratique      | Proinsias De Rossa | 39 706                      | 3.5  | +3.5 | 0      |    |
|       | Parti des travailleurs   | Tomás Mac Giolla   | 22 100                      | 1.9  | -5.8 | 0      | -1 |
|       | Indépendants             | Indépendants       | 78 986                      | 6.9  | -1.7 | 1      | 0  |
| Total | Total                    | Total              | 1 137 490                   | 100  | –    | 15     | –  |

## Analyse
La majorité reprend des couleurs atteignant 57 % des voix mais ne retrouve pas son niveau de 1984. Les écologistes s'imposent en arrachant deux sièges et réalisant le score de 15 % à Cork et de 14,8 % à Warwick. Les travaillistes repassent la barre des 10 % des voix au détriment des progressistes qui perdent la moitié de leurs voix et leur siège. l'extrême droite stagne à 3 % à un niveau assez bas.

## Élus
- circonscription de Dublin :

1. Bernie Malone, Travaillistes, groupe socialiste
2. Patricia McKenna, Parti vert, Verts européens
3. Mary Banotti, Fine Gael, groupe du PPE
4. Niall Andrews, Fianna Fáil, groupe UEN

- Circonscription Connacht-Ulster

1. Pat Gallagher Fianna Fáil, groupe UEN
2. Mark Killilea Fianna Fáil, groupe PPE
3. Joe McCartin Fine Gael, groupe du PPE

- Circonscription Leinster

1. Nuala Ahern Parti vert, Verts européens
2. Alan Gillis Fine Gael, groupe PPE
3. Jim Fitzsimons Fianna Fáil, groupe UEN
4. Liam Hyland Fianna Fáil, groupe UEN

- Circonscription Munster

1. John Cushnahan Fine Gael, groupe PPE
2. Gerry Collins Fianna Fáil, groupe UEN
3. Brian Crowley Fianna Fáil, groupe UEN
4. Pat Cox  Indépendant